# Suore domenicane di Santa Rosa da Lima (Mérida)
Le Suore Domenicane di Santa Rosa da Lima (in spagnolo Hermanas Dominicas de Santa Rosa de Lima) sono un istituto religioso femminile di diritto pontificio: le suore di questa congregazione pospongono al loro nome la sigla HH.DD.

## Storia

Santa Rosa da Lima, titolare della congregazione, in un dipinto di Murillo

Il 19 agosto 1898 le suore della Carità di Sant'Anna che prestavano servizio nell'ospedale San Juan de Dios di Mérida furono richiamate in Spagna: desiderando continuare a dedicarsi al servizio agli ammalati, le due suore Georgina Febres Cordero e Julia Picón Febres, con l'approvazione del vescovo di Mérida Antonio Ramón Silva, lasciarono la congregazione e rimasero presso l'ospedale.
Nel 1900 la Febres Cordero e la Picón Febres assunsero la direzione dell'ospedale e il vescovo diede loro un'uniforme e un regolamento. Il 21 febbraio 1903 la pia associazione fu canonicamente eretta in congregazione di diritto diocesana dal vescovo Antonio Ramón Silva, che diede loro il nome di suore della Carità di Santa Rosa da Lima.
L'istituto, affiliato all'ordine domenicano dal 29 maggio 1924, ricevette il pontificio decreto di lode il 30 agosto 1961.

## Attività e diffusione
Le religiose si dedicano all'istruzione e all'educazione cristiana della gioventù e all'assistenza ai malati.
Oltre che in Venezuela, le suore sono presenti in Colombia e Perù; la sede generalizia è a Mérida.
Alla fine del 2011 la congregazione contava 160 religiose in 29 case.